# Tricholepidium normale
Tricholepidium normale là một loài thực vật có mạch trong họ Polypodiaceae. Loài này được (D. Don) Ching miêu tả khoa học đầu tiên năm 1978.